# Clássica de Almeria de 2020
A 35.ª edição da clássica ciclista Clássica de Almeria foi uma corrida de ciclismo na Espanha que se celebrou 16 de fevereiro de 2020 sobre um percurso de 187,6 quilómetros com início na cidade de Almeria e final no município de Roquetas de Mar.
A carreira fez parte do UCI ProSeries de 2020, calendário ciclístico mundial de segunda divisão, dentro da categoria UCI 1.pro e foi vencida pelo alemão Pascal Ackermann da Bora-Hansgrohe. Completaram o pódio, como segundo e terceiro classificado respectivamente, o noruego Alexander Kristoff da UAE Emirates e o italiano Elia Viviani da Cofidis, Solutions Crédits.

## Equipas participantes
Tomaram parte na carreira 20 equipas: 8 de categoria UCI WorldTeam convidados pela organização, 10 de categoria UCI ProTeam e 2 de categoria Continental. Formaram assim um pelotão de 138 ciclistas dos que acabaram 120. As equipas participantes foram:
| Equipes WorldTeam (8)- AG2R La Mondiale - Astana - Bora-Hansgrohe - Israel Start-Up Nation - Movistar Team - UAE Team Emirates - Cofidis - Mitchelton-Scott Equipes ProTeam (9)- Arkéa-Samsic - Sport Vlaanderen-Baloise - Circus-Wanty Gobert - Burgos-BH - B&B Hotels-Vital Concept p/b KTM - Caja Rural-Seguros RGA - Gazprom-RusVelo - Riwal Readynez - Bingoal-Wallonie Bruxelles Equipes Continentais (2)- Equipo Kern Pharma - Kometa-Xstra |
| |

## Classificação final
- As classificações finalizaram da seguinte forma:[3]

| \| Classificação geral \| Classificação geral \| Classificação geral \| Classificação geral \| Classificação geral \| \| Ciclista \| Ciclista \| Equipe \| Tempo \| \| \| ------------------- \| ------------------- \| -------------------------------- \| ------------------- \| ------------------- \| \| 1. \| Pascal Ackermann \| Bora-Hansgrohe \| 4h24m04s \| \| \| 2. \| Alexander Kristoff \| UAE Team Emirates \| + 0s \| \| \| 3. \| Elia Viviani \| Cofidis \| + 0s \| \| \| 4. \| Danny van Poppel \| Circus-Wanty Gobert \| + 0s \| \| \| 5. \| Luka Mezgec \| Mitchelton-Scott \| + 0s \| \| \| 6. \| Amaury Capiot \| Sport Vlaanderen-Baloise \| + 0s \| \| \| 7. \| Clément Venturini \| AG2R La Mondiale \| + 0s \| \| \| 8. \| Rudy Barbier \| Israel Start-Up Nation \| + 0s \| \| \| 9. \| Juan José Lobato \| Fundación-Orbea \| + 0s \| \| \| 10. \| Thomas Boudat \| Arkéa-Samsic \| + 0s \| \| \| 11. \| Edward Planckaert \| Sport Vlaanderen-Baloise \| + 0s \| \| \| 12. \| Jürgen Roelandts \| Movistar Team \| + 0s \| \| \| 13. \| Enrique Sanz \| Equipo Kern Pharma \| + 0s \| \| \| 14. \| Christophe Noppe \| Arkéa-Samsic \| + 0s \| \| \| 15. \| Bryan Coquard \| B&B Hotels-Vital Concept p/b KTM \| + 0s \| \| |                    |                                  |          |
| |                    |                                  |          |
| Fonte: ProCyclingStats |                    |                                  |          |
| Classificação geral |                    |                                  |          |
| Ciclista | Ciclista           | Equipe                           | Tempo    |
| 1. | Pascal Ackermann   | Bora-Hansgrohe                   | 4h24m04s |
| 2. | Alexander Kristoff | UAE Team Emirates                | + 0s     |
| 3. | Elia Viviani       | Cofidis                          | + 0s     |
| 4. | Danny van Poppel   | Circus-Wanty Gobert              | + 0s     |
| 5. | Luka Mezgec        | Mitchelton-Scott                 | + 0s     |
| 6. | Amaury Capiot      | Sport Vlaanderen-Baloise         | + 0s     |
| 7. | Clément Venturini  | AG2R La Mondiale                 | + 0s     |
| 8. | Rudy Barbier       | Israel Start-Up Nation           | + 0s     |
| 9. | Juan José Lobato   | Fundación-Orbea                  | + 0s     |
| 10. | Thomas Boudat      | Arkéa-Samsic                     | + 0s     |
| 11. | Edward Planckaert  | Sport Vlaanderen-Baloise         | + 0s     |
| 12. | Jürgen Roelandts   | Movistar Team                    | + 0s     |
| 13. | Enrique Sanz       | Equipo Kern Pharma               | + 0s     |
| 14. | Christophe Noppe   | Arkéa-Samsic                     | + 0s     |
| 15. | Bryan Coquard      | B&B Hotels-Vital Concept p/b KTM | + 0s     |

## UCI World Ranking
A Clássica de Almeria outorgou pontos para o UCI World Ranking para corredores das equipas nas categorias UCI WorldTeam, UCI ProTeam e Continental. As seguintes tabelas são o barómetro de pontuação e os 10 corredores que obtiveram mais pontos:
| Posição             | 1.º | 2.º | 3.º | 4.º | 5.º | 6.º | 7.º | 8.º | 9.º | 10.º | 11.º | 12.º | 13.º | 14.º | 15.º | 16.º-30.º | 31.º-40.º |
| Classificação geral | 200 | 150 | 125 | 100 | 85  | 70  | 60  | 50  | 40  | 35   | 30   | 25   | 20   | 15   | 10   | 5         | 3         |

| Classificação |                    |                            |       |
| Posição       | Ciclista           | Equipa                     | Geral |
| ------------- | ------------------ | -------------------------- | ----- |
| 1.º           | Pascal Ackermann   | Bora-Hansgrohe             | 200   |
| 2.º           | Alexander Kristoff | UAE Emirates               | 150   |
| 3.º           | Elia Viviani       | Cofidis, Solutions Crédits | 125   |
| 4.º           | Danny van Poppel   | Circus-Wanty Gobert        | 100   |
| 5.º           | Luka Mezgec        | Mitchelton-Scott           | 85    |
| 6.º           | Amaury Capiot      | Sport Vlaanderen-Baloise   | 70    |
| 7.º           | Clément Venturini  | AG2R La Mondiale           | 60    |
| 8.º           | Rudy Barbier       | Israel Start-Up Nation     | 50    |
| 9.º           | Juan José Lobato   | Fundación-Orbea            | 40    |
| 10.º          | Thomas Boudat      | Arkéa Samsic               | 35    |